# Гусейнов, Гаджибаба Гусейнали оглы
Гаджибаба Гусейнали оглы Гусейнов (азерб. Hacıbaba Hüseynəli oğlu Hüseynov; 15 марта 1919, Баку — 24 октября 1993) — азербайджанский ханенде, поэт. Народный артист Азербайджанской ССР (1990).

## Биография
Родился 15 марта 1919 года в Баку в семье моряка. 
Семья была очень религиозной, родители настаивали на том, чтобы юный Гаджибаба обучался в духовном училище и стал впоследствии ахундом. С юных лет рос в окружении религиозной музыки, исполнял на собраниях азан, новха (траурные стихи о мученической смерти святых у шиитов) и марсия (обрядовые жалобные песни на похоронах и поминках). Отец Гусейнова поддерживал интерес сына к подобному роду музыки, однако не желал видеть его в качестве ханенде. В то же время юный Гусейнов интересовался классической поэзией и газелями, что впоследствии сыграло важную роль в его становлении как певца.  
В 1928 году пошел в первый класс средней школы, которую после 4 класса бросил, поссорившись с секретарем школьного комсорга, призывавшего к безбожию. С 1933 года обучался в школе фабрично-заводского ученичества на слесаря, после получения специальности работал слесарем на заводе имени Парижской коммуны, с 1940 года работал там же токарем. Проявил себя как старательный работник, из-за чего не был призван на фронт в годы Великой Отечественной войны.
В поисках дополнительного заработка, чтобы обеспечить семью, выступал на свадьбах и торжествах, играя на нагаре, изредка исполнял народные песни. После окончания войны, в 1945—1946 годах, при посредничестве своей свояченицы, известной певицы Сары Кадымовой, познакомился с известным таристом Ахмедом Бакихановым, который пригласил его выступать со своим ансамблем. C 1950 года выступал с Бахрамом Мансуровым, позже — с различными ансамблями. 
Не обладая широким диапазоном голоса, искусно исполнял мугамы, народные песни и тeснифы. Мастерски владел метром аруза, знал большое количество произведений азербайджанской классической поэзии, газелей, чем умело пользовался при написании собственных газелей; исполнению присущ самобытный стиль, заключающийся в профессиональном сочетании мугамных техник, приемов азербайджанской народной музыки, ритмики и поэзии. Один из последователей Зульфи Адигезалова. Обладал приятным и "бархатным" тембром голоса.
Важное место в репертуаре занимают мугамы «Раст», «Шур-Шахназ» и другие, народные песни, тeснифы на газели собственного сочинения, среди них — «Дурна» и т. д. Первым записал ряд отделов мугамов, в том числе отделов «Ушшаг», «Гусейни» мугама «Раст». Газели и тэснифы на газели авторства Гусейнова широко распространены в народе, включены в репертуар Алима Гасымова, Сары Кадымовой, Джанали Акперова и других.
С 1989 года гастролировал за рубежом — в Ираке, Франции, Швеции, Бельгии, Нидерландах, Иране. С песнями и мугамами в исполнении Гусейнова выпущены пластинки фирмы «Мелодия», диски и кассеты. Записи песен и мугамов в его исполнении хранятся в золотом фонде Азтелерадио.
Занимался педагогической деятельностью. С 1963 года преподавал в музыкальное училище имени Асафа Зейналлы, среди учеников: народные артисты Азербайджана Алим Гасымов, Кадир Рустамов, Теймур Мустафаев, Сабир Алиев, Заур Рзаев, заслуженная артистка Назакет Мамедова и другие.
Скончался 24 октября 1993 года от рака лёгких. Похоронен на Аллее почетного захоронения.

## Награды
- Народный артист Азербайджанской ССР (29.10.1990)
- Заслуженный артист Азербайджанской ССР (21.03.1989)